# 탈빌역
탈빌역(독일어: Bahnhof Thalwil)은 스위스 취리히주 탈빌에 있는 기차역이다. 역은 취리히 호수 좌안(취리히에서 쿠어까지) 본선과 취리히에서 루체른으로 가는 노선의 일부인 탈빌-아트-골다우 철도에 있다. 역의 취리히 쪽으로 치머베르크 베이스 터널은 원래 호숫가 선에서 분기되며, 루체른 쪽에는 취리히에서 쿠어로, 취리히에서 루체른선이 분기되는 분기점이 있다. 따라서 두 노선의 모든 열차는 역을 통과해야 한다.
이 역은 취리히와 쿠어 사이를 1시간 간격으로 운행하는 장거리 레기오익스프레스 서비스를 통해 호숫가 노선을 운행한다. 루체른과 콘스탄츠 간의 인터레기오 서비스도 매시간 운행한다. 이 역에는 취리히 S-반의 S2, S8, S24 노선이 운행된다.

## 운행편
2020년 12월 시간표 변경으로 탈빌에서 다음 서비스가 정차한다.
- 인터레기오 :
  - 루체른과 콘스탄츠 간 매시간 운행.
  - 베른과 쿠어 사이의 시간별 서비스.
- 취리히 S-반 :
  - S2 : 취리히 공항과 치겔브뤼케 사이를 30분 간격으로 운행한다.
  - S8/S24 : 빈터투어 및 페피콘 SZ까지 15분 간격 추크 행 30분 간격 타잉엔 또는 바인펠덴 행 1시간 간격.